# کنتا کامیا
کنتا کامیا (انگلیسی: Kenta Kamiya؛ زادهٔ ۲۷ مهٔ ۱۹۹۵) رقص، بازیگر است. وی از سال ۲۰۰۷ میلادی تاکنون مشغول فعالیت بوده‌است.